# 도미타 야스히토
도미타 야스히토(일본어: 富田 康仁, 1990년 4월 18일 ~ )는 일본의 전 축구 선수이다.

## 구단 경력
그는 2014년부터 2018년까지 J리그의 츠바이겐 가나자와, 아술 클라로 누마즈에서 활동하였다.